# Culex palaciosi
Culex palaciosi är en tvåvingeart som beskrevs av Duret 1968. Culex palaciosi ingår i släktet Culex och familjen stickmyggor. Inga underarter finns listade i Catalogue of Life.